# AFCチャンピオンズリーグ2022 決勝
AFCチャンピオンズリーグ2022 決勝（エーエフシーチャンピオンズリーグ2022 けっしょう、英: AFC Champions League 2022 Final）は、アジアサッカー連盟（AFC）により開催されたAFCチャンピオンズリーグ2022の決勝戦であり、20回目のAFCチャンピオンズリーグ（ACL）の決勝戦である（AFCアジアクラブ選手権時代を含めると41回目）。

## チーム
次の表は、2002年までのアジアクラブ選手権時代を含む。
| チーム       | 地区            | 以前の決勝戦出場（太字は優勝）                        |
| ------------ | --------------- | ----------------------------------------------------- |
| アル・ヒラル | 西地区（WAFF）  | 8（1986 , 1987 , 1991, 2000, 2014, 2017, 2019, 2021） |
| 浦和レッズ   | 東地区（EAFF ） | 3（2007, 2017, 2019）                                 |

両クラブのACLでの対戦は2017年決勝、2019年決勝以来3度目である。

## 会場
今大会の決勝は3大会ぶりにホーム・アンド・アウェー方式で開催され、第1戦が西地区のホームで開催されることになっている。第1戦はアル・ヒラルのホームであるキング・ファハド国際スタジアム（リヤド）、第2戦が浦和のホームである埼玉スタジアム2002（埼玉県さいたま市緑区）で開催される。
当初、ACL決勝は第1戦が2023年2月19日に、第2戦が2023年2月26日に行われることになっており、この日程で開催された場合、芝貼り替え等を伴う埼玉スタジアムの改修工事期間内となり同スタジアムでの開催が不可能となることから、浦和サポーター有志が工事の延期を求めて埼玉県知事の大野元裕に対して約5万8千人分の署名を提出する事態となっていた。これに対し、埼玉県は、工期変更を行った場合、新たな育苗費用と工事中断に伴う合計10億円を超える損害賠償費用等を浦和レッズに請求することになることを回答。これを受けて、浦和は埼玉スタジアム改修工事の工期変更を断念し、AFCに対して決勝戦日程の変更を要望、AFCは2022年12月9日、決勝戦（ならびに西地区のノックアウトステージ）の日程変更を明らかにし、第2戦の日程を埼玉スタジアムで浦和のホームゲームが行える5月6日とした。

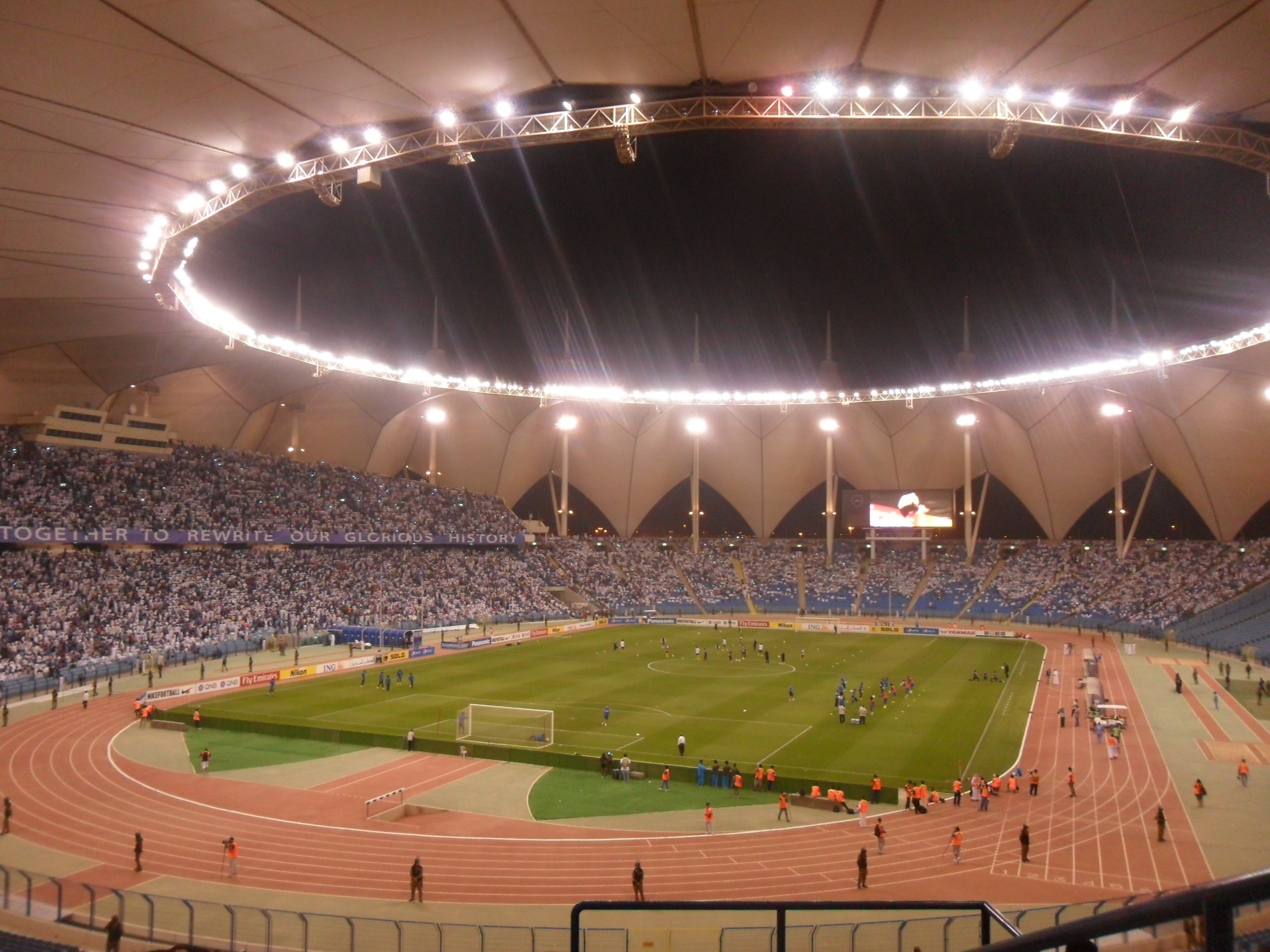
決勝 第1戦が行われるキング・ファハド国際スタジアム
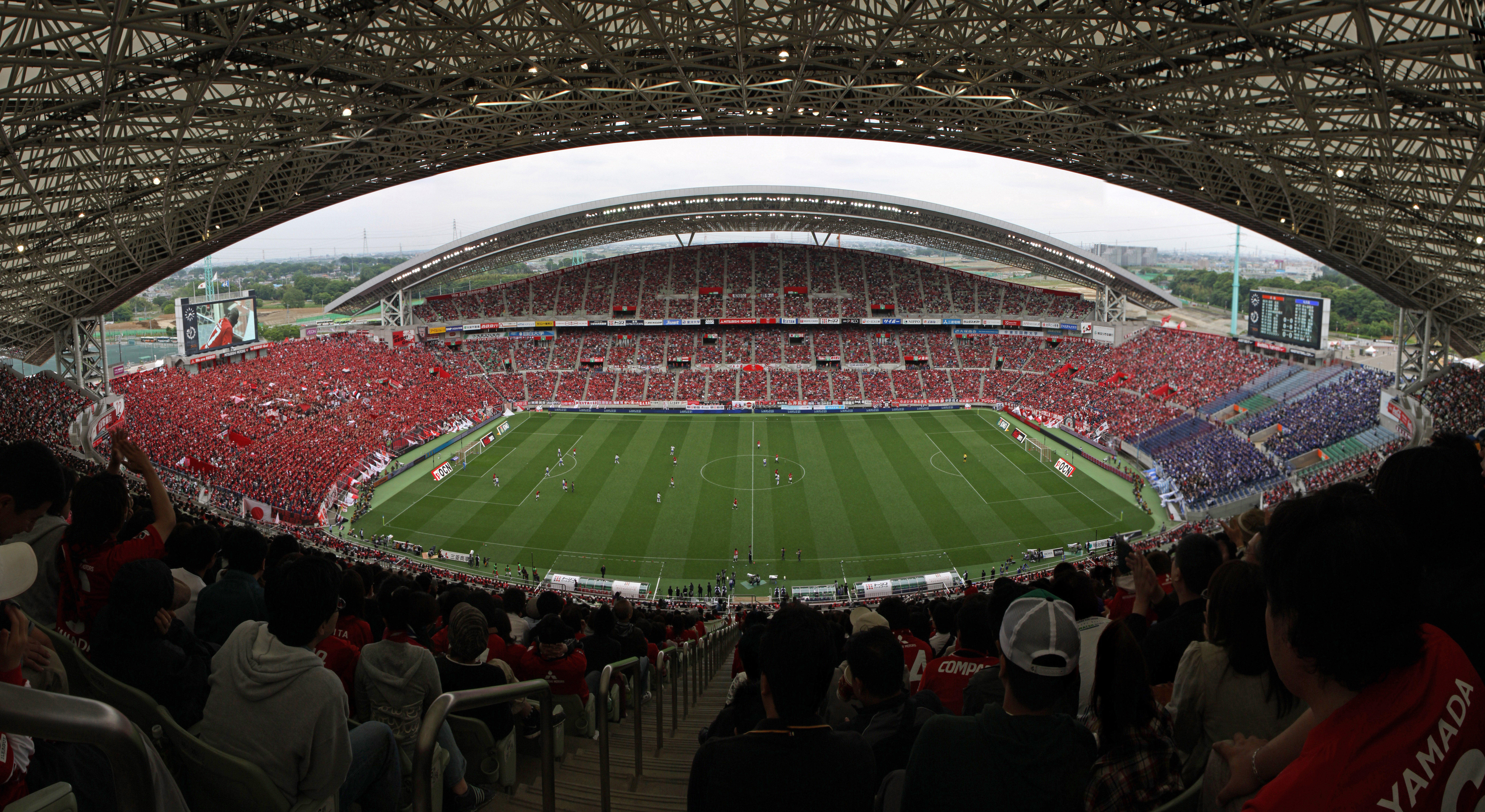
決勝 第2戦が行われる埼玉スタジアム2002

## 決勝戦までの道のり
註: 以下のすべての結果は、決勝戦進出2クラブの得点を前に表示している。
| 順 | チーム           | 試 | 点 |
| -- | ---------------- | -- | -- |
| 1  | アル・ヒラル (H) | 6  | 13 |
| 2  | アル・ラーヤン   | 6  | 13 |
| 3  | シャールジャ     | 6  | 5  |
| 4  | イスティクロル   | 6  | 3  |

| 順 | チーム                       | 試 | 点 |
| -- | ---------------------------- | -- | -- |
| 1  | 大邱FC                       | 6  | 13 |
| 2  | 浦和レッズ                   | 6  | 13 |
| 3  | ライオン・シティ・セーラーズ | 6  | 7  |
| 4  | 山東泰山                     | 6  | 1  |

## フォーマット
今大会の決勝は2019年大会決勝以来3大会ぶりにホーム・アンド・アウェーによる2回戦制で行われることになっている。アウェーゴールルールが採用され、第2戦の後半終了時に2戦合計スコアが同点の場合、アウェーでの得点が多いチームが勝者となる。第2戦後半終了時点で同点かつアウェーゴールが同じ場合は延長戦を行うが（延長戦のゴールはアウェーゴールにカウントしない）、延長戦でも同点の場合はPK戦により勝者を決定する。
外国籍選手の出場に関しては、国内リーグのレギュレーションに関係なく「3人+アジア枠1人」とされており、登録メンバーの中からベンチ入り出来る外国籍選手を選択することになる。

## 試合

### 第1戦
アル・ヒラルのチームカラーである青一色に染まったキング・ファハド国際スタジアムで行われたこの一戦、アル・ヒラルは外国人枠にオディオン・イガロ、ムサ・マレガ
、ミシャエウの前線3名を起用し、中盤のルシアーノ・ビエットやアンドレ・カリージョらがベンチ外。一方の浦和はマリウス・ホイブラーテンとアレクサンダー・ショルツのDF2枚を先発起用し、ベンチにFWホセ・カンテをおいて、中盤のダヴィド・モーベルグや前線のブライアン・リンセン、アレックス・シャルクがベンチ外。また、負傷離脱の続いていたDF酒井宏樹が先発に復帰した。
試合後に「内田篤人のFOOTBALL TIME」（DAZN）で元日本代表佐藤寿人が「（アル・ヒラルを）リスペクトをし過ぎたかもしれない」と語った ように浦和は立ち上がりからアル・ヒラルにボールを握られる時間が長く続く。すると前半13分、右サイドを突破したアル・ヒラルFWミシャエウのクロスがゴール前を横切ると、逆サイドで構えていたMFサーレム・アッ＝ドーサリーが角度のないところからこれを叩き込み、アル・ヒラルが先制に成功。その後もアル・ヒラルがボールを保持する時間が続くものの、決定機を造らせない浦和の守備もあって前半は1-0で折り返す。
後半も立ち上がりからアル・ヒラルがボールを保持するが、後半8分（53分）、浦和MF岩尾憲からのパスを自陣中央で受けたMF大久保智明が前線にスルーパスを送ると、これがFW興梠慎三のマンマークについていたアル・ヒラルDFアリー・アール＝ブライヒーのディフレクションを誘い、ボールがゴールポストに跳ね返った所をゴール前に詰めた興梠が左足で流し込んで浦和が同点に追いつく。同点に追いつかれたアル・ヒラルはさらにボール保持率を高めて浦和ゴールを狙うが、選手交代を巧みに使う浦和の前にゴールをこじ開けられず、さらには後半41分（86分）にはライン際の突破を岩尾の体を張った守備で封じられ引き倒されたアル・ヒラルMF S・アッ＝ドーサリーが岩尾の腹部を蹴って報復行為によるレッドカードを提示される などもあり、試合はそのまま1-1の引き分けに終わった。
浦和は貴重なアウェーゴールを挙げてホームでの第2戦に弾みをつける一方で、アル・ヒラルは得点源の一人だったS・アッ＝ドーサリーを欠く状態で第2戦に挑むことになった。
| アル・ヒラル               | 1 - 1    | 浦和レッズ      |
| -------------------------- | -------- | --------------- |
| - S・アッ＝ドーサリー 13分 | レポート | - 興梠慎三 53分 |

| GK               | 1  | アブドゥラー・アル＝マイウフ   |      |      |
| DF               | 2  | モハメド・アル＝ブライク       |      | 83分 |
| DF               | 5  | アリー・アール＝ブライヒー     |      |      |
| DF               | 20 | 張賢秀                         |      |      |
| DF               | 66 | サウード・アブドゥルハミド     |      |      |
| MF               | 7  | サルマーン・アル＝ファラジュ   |      |      |
| MF               | 28 | モハメド・カンノ               |      | 75分 |
| MF               | 29 | サーレム・アッ＝ドーサリー     | 86分 |      |
| FW               | 9  | オディオン・イガロ             |      |      |
| FW               | 17 | ムサ・マレガ                   |      |      |
| FW               | 10 | ミシャエウ                     |      |      |
| サブメンバー     |    |                                |      |      |
| GK               | 31 | ハビブ・ウルオチエン           |      |      |
| GK               | 60 | アフメド・アル＝ジュバヤ       |      |      |
| DF               | 4  | ハリーファハ・アッ＝ドーサリー |      |      |
| DF               | 70 | ムハンマド・ジャフファリー     |      |      |
| DF               | 88 | ハマード・アル＝ヤーミー       |      | 83分 |
| MF               | 8  | アブドッラー・オタイフ         |      | 75分 |
| MF               | 16 | ナセル・アル＝ドーサリー       |      |      |
| MF               | 43 | ムサーブ・アル＝ジュワーイル   |      |      |
| FW               | 11 | サレー・アル＝シェフリ         |      |      |
| FW               | 14 | アブドッラー・アル＝ハムダーン |      |      |
| 監督             |    |                                |      |      |
| ラモン・ディアス |    |                                |      |      |

| GK                   | 1  | 西川周作                 |      |      |
| DF                   | 2  | 酒井宏樹                 |      | 81分 |
| DF                   | 5  | マリウス・ホイブラーテン |      |      |
| DF                   | 15 | 明本考浩                 |      |      |
| DF                   | 21 | 大久保智明               |      | 81分 |
| DF                   | 28 | アレクサンダー・ショルツ |      |      |
| MF                   | 3  | 伊藤敦樹                 | 85分 | 85分 |
| MF                   | 8  | 小泉佳穂                 |      | 67分 |
| MF                   | 14 | 関根貴大                 |      |      |
| MF                   | 19 | 岩尾憲                   | 86分 |      |
| FW                   | 30 | 興梠慎三                 |      | 67分 |
| サブメンバー         |    |                          |      |      |
| GK                   | 12 | 鈴木彩艶                 |      |      |
| DF                   | 4  | 岩波拓也                 |      |      |
| DF                   | 6  | 馬渡和彰                 |      |      |
| DF                   | 13 | 犬飼智也                 |      |      |
| DF                   | 77 | 荻原拓也                 |      | 81分 |
| MF                   | 22 | 柴戸海                   |      | 85分 |
| MF                   | 25 | 安居海渡                 |      | 67分 |
| MF                   | 40 | 平野佑一                 |      |      |
| MF                   | 46 | 早川隼平                 |      | 81分 |
| FW                   | 99 | ホセ・カンテ             |      | 67分 |
| 監督                 |    |                          |      |      |
| マチェイ・スコルジャ |    |                          |      |      |

### 第2戦
第1戦とは逆に、浦和のチームカラーである赤に染まった埼玉スタジアム2002でサポーターによる壮大なコレオグラフィーが披露されたこの一戦、浦和はベンチメンバーを馬渡和彰から髙橋利樹に1人変更したのみで、第1戦と同じ先発メンバーで臨んだ。アル・ヒラルは先発メンバーを3枚変更。第1戦で負傷したMFサルマーン・アル＝ファラジュに替えてMFアンドレ・カリージョが今大会初めてメンバー入り。外国人枠の関係でムサ・マレガがベンチ外となり、アブドッラー・アル＝ハムダーンを先発に起用した。さらに出場停止のS・アッ＝ドーサリーに替わってMFアブドッラー・オタイフを起用し、システムを4-3-3に変更して試合に臨んだ。
強い南風の影響もあり、第1戦同様、立ち上がりから風上に立つアル・ヒラルがボールを握る展開となるが、浦和GK西川周作が好セーブを連発して得点を許さず、逆に30分にはカウンターから浦和がDF酒井宏樹の突破から上げたクロスにFW興梠慎三がジャンピングボレーで合わせるも、シュートはクロスバーを叩いて得点ならず、両者無得点で前半を終える。
後半立ち上がりの3分（48分）に試合が動く。ピッチ中央でMF小泉佳穂が倒されて得た浦和のフリーキックをMF岩尾憲が左サイドに蹴ると、DFマリウス・ホイブラーテンがヘディングで中央に折り返す。ボールはゴール正面のFW興梠には合わなかったものの、アル・ヒラルGKアブドゥラー・アル＝マイウフの横を抜けてゴール方向へ向かい、クリアを試みたアル・ヒラルMFカリージョの足に当たってゴールイン。オウンゴールで貴重な先制点を挙げる。後半は風上に立った浦和はその後集中した守備に加え、MF大久保智明やMF伊藤敦樹が立て続けに豪快なミドルシュートを放つ など、途中出場のFWホセ・カンテやMF安居海渡を起点としたカウンター攻撃を見せて試合を支配。アル・ヒラルはFWサレー・アル＝シェフリら攻撃の選手を投入して得点を奪いにかかるも、後半45分(90分)のFWオディオン・イガロの決定機もGK西川の好セーブに阻まれるなど最後までゴールは遠く、そのまま試合終了。浦和が1-0でアル・ヒラルを破って2戦合計2-1とし、5大会ぶり3回目のACL制覇を成し遂げた。
| 浦和レッズ             | 1 - 0    | アル・ヒラル |
| ---------------------- | -------- | ------------ |
| - カリージョ 48分 (OG) | レポート |              |

| GK                   | 1  | 西川周作                 |      |      |
| DF                   | 2  | 酒井宏樹                 |      |      |
| DF                   | 5  | マリウス・ホイブラーテン |      |      |
| DF                   | 15 | 明本考浩                 |      |      |
| DF                   | 21 | 大久保智明               | 36分 |      |
| DF                   | 28 | アレクサンダー・ショルツ |      |      |
| MF                   | 3  | 伊藤敦樹                 |      | 86分 |
| MF                   | 8  | 小泉佳穂                 |      | 72分 |
| MF                   | 14 | 関根貴大                 |      | 86分 |
| MF                   | 19 | 岩尾憲                   |      |      |
| FW                   | 30 | 興梠慎三                 |      | 72分 |
| サブメンバー         |    |                          |      |      |
| GK                   | 12 | 鈴木彩艶                 |      |      |
| DF                   | 4  | 岩波拓也                 |      |      |
| DF                   | 13 | 犬飼智也                 |      |      |
| DF                   | 77 | 荻原拓也                 |      | 86分 |
| MF                   | 22 | 柴戸海                   |      | 86分 |
| MF                   | 25 | 安居海渡                 |      | 72分 |
| MF                   | 40 | 平野佑一                 |      |      |
| MF                   | 46 | 早川隼平                 |      |      |
| MF                   | 18 | 髙橋利樹                 |      |      |
| FW                   | 99 | ホセ・カンテ             |      | 72分 |
| 監督                 |    |                          |      |      |
| マチェイ・スコルジャ |    |                          |      |      |

| GK               | 1  | アブドゥラー・アル＝マイウフ   |      |      |
| DF               | 2  | モハメド・アル＝ブライク       |      | 80分 |
| DF               | 5  | アリー・アール＝ブライヒー     | 88分 |      |
| DF               | 20 | 張賢秀                         |      |      |
| DF               | 66 | サウード・アブドゥルハミド     |      |      |
| MF               | 8  | アブドッラー・オタイフ         |      | 68分 |
| MF               | 19 | アンドレ・カリージョ           |      |      |
| MF               | 28 | モハメド・カンノ               |      | 87分 |
| FW               | 9  | オディオン・イガロ             |      |      |
| FW               | 14 | アブドッラー・アル＝ハムダーン |      | 68分 |
| FW               | 96 | ミシャエウ                     |      |      |
| サブメンバー     |    |                                |      |      |
| GK               | 21 | ムハンマド・アル＝オワイス     |      |      |
| GK               | 31 | ハビブ・ウルオチエン           |      |      |
| DF               | 4  | ハリーファハ・アッ＝ドーサリー |      |      |
| DF               | 70 | ムハンマド・ジャフファリー     |      |      |
| DF               | 88 | ハマード・アル＝ヤーミー       |      | 80分 |
| MF               | 16 | ナセル・アル＝ドーサリー       |      | 68分 |
| MF               | 43 | ムサーブ・アル＝ジュワーイル   |      | 87分 |
| FW               | 11 | サレー・アル＝シェフリ         |      | 68分 |
| 監督             |    |                                |      |      |
| ラモン・ディアス |    |                                |      |      |

### 注記
1. ↑  1986年大会は最終ラウンドが4クラブによるラウンドロビンで行われ、アル・ヒラルは2位だった。
2. ↑  1987年大会はアル・ヒラルが日程上の都合から決勝戦を棄権している。
3. ↑  アウェーゴールルールは次回大会から採用されないことが決まっている[6]。